# Bezkresne łąki
Bezkresne łąki – polska komedia z 1976 roku.
Plenery: Warszawa (Łazienki Królewskie w Warszawie, Pałac Kultury i Nauki, Warszawa Centralna), Kraków (port lotniczy).

## Obsada aktorska
- Wieńczysław Gliński – Henryk
- Joanna Szczepkowska – Agnieszka
- Wiesława Gutowska – Hanka
- Krzysztof Janczar – Kajo
- Krzysztof Gosztyła – Wiktor
- Anna Ciepielewska – Marta, żona Henryka
- Janusz Kłosiński – leśniczy Oleś
- Piotr Łysak – Andrzej, syn Henryka
- Anna Jeager – Tereska Michalska
- Grzegorz Czerniak – Henryk w dzieciństwie
- Dorota Kozłowicz – Haneczka, córka Henryka
- Maria Kuszyńska – Anna
- Jerzy Moes – uczestnik narady
- Zdzisław Szymborski – uczestnik narady
- Wanda Stanisławska-Lothe – matka Henryka
- Ewa Miodyńska – stewardesa w samolocie do Krakowa
- Janusz Gajos – inspektor
- Krzysztof Litwin – kierowca samochodu osobowego
- Adam Baumann – Kłusownik
- Juliusz Wyrzykowski – Karol
- i inni